# Atemtherapie
Unter Atemtherapie werden verschiedene Verfahren der Alternativmedizin zusammengefasst. Die Anwender gehen davon aus, dass von allen Körperfunktionen des Menschen der Atem am intensivsten mit allen anderen Ebenen des Menschen verknüpft ist. In der Formatio reticularis, einem komplex vernetzten Zentrum in der Tiefe des Stammhirns, würden alle Informationen zusammen strömen, die im Körper oder Gehirn entstehen. Jeder kleine Reiz, von außen oder innen kommend, verändere die Art und Weise zu atmen. Mit der Arbeit am Atem könne deshalb, so lautet die These, auch jede Ebene des Menschen erreicht und harmonisiert werden.
- Die Atmung reagiere empfindlich und unmittelbar auf psychische und physische Veränderungen. Zugleich sei sie die einzige Körperfunktion, die auch willentlich gesteuert werden kann, obwohl sie ununterbrochen unwillkürlich abläuft.
- Es bestünden mechanische und nervliche Wechselwirkungen zwischen der Atembewegung und zahlreichen Körperorganen und deren Funktionen;
- die Atembewegung beeinflusse die Herzfunktion und den Blutkreislauf; Sauerstoffversorgung, Kohlendioxidspiegel, Ionenkonzentration und damit den Stoffwechsel
- Die Atmung beeinflusse auf der Ebene des Zentralnervensystems die Bewusstseinsvorgänge des Menschen und damit sein Empfindungs- und Gefühlsleben.

Es gibt zahlreiche Formen der Atemtherapie, die sich weniger in ihrer Zielrichtung als in ihrer Methodik unterscheiden. So arbeiten einige Methoden mit dem sogenannten „unbewussten Atem“ des Klienten, andere mit dem „willentlichen Atem“ oder dem „zugelassenen Atem“.

## Varianten
- Atemarbeit nach Cornelis Veening: Eine auf der Psychologie Carl Gustav Jungs basierende Atemtherapie, die über eine leib-seelische Entwicklung einen Weg von „innen nach außen“ anbietet, damit „der Mensch das werde, was er sein soll“.
- Atemarbeit nach Herta Richter: Sie basiert auf der Vorstellung, dass die Entwicklung des eigenen Atems Verbindungen zum innersten Wesen ermöglichen kann.
- Atem- und Leibtherapie nach Graf Dürckheim: Der Klient wird angeleitet, sich seinen Verhaltensmustern und Ängsten zu stellen, um damit einen Neubeginn zu ermöglichen. Dabei soll der Leib als „beseelter Körper“, der mit der Psyche eine Einheit bildet, erfahrbar gemacht werden.
- Energetic Breathing nach Dhyan Manish.
- Erfahrbarer Atem nach Ilse Middendorf: Es wird mit dem so genannten „zugelassenen Atem“ gearbeitet und mit der Vorstellung, dass zwischen „Atem, Sammlung und Empfindung“ eine gegenseitige Wechselwirkung besteht, die bei gleichzeitiger Balance zwischen „Hingabe und Achtsamkeit“ eine bewusste Entwicklung aller Ebenen (je nach Hinwendung) des Klienten möglich machen soll.
- Der bewusste zugelassene Atem – eine atemzentrierte Körper-, Bewegungs- und Tonarbeit nach Erika Kemmann.
- Psychotonik – nach Volkmar Glaser, bezieht sich auf das Zusammenwirken von Psyche und Tonus (Muskelspannung), welches in besonderer Weise das Atemgeschehen beeinflusst.
- Eutonie nach Gerda Alexander: Die Eutonie (= richtige Spannung) arbeitet mit dem unbewusst verlaufenden Atem des Klienten. Dabei soll ein harmonischer Ausgleich entstehen zwischen Verspannungen (Hypertonie), die gelöst, und Erschlaffungen (Hypotonie), die gespannt werden.
- Holotropes Atmen nach Stanislav Grof: vertieftes Atmen (Hyperventilation) soll Blockaden öffnen und kathartisch wirken. Transpersonale Erfahrungen und eine Verbindung zum „inneren Heiler“ und „höheren Selbst“ sollen möglich werden.
- Integratives Atmen: Der Atem wird als Weg zur Verbindung von Körper, Seele und Geist genutzt. Elemente verschiedener Schulen der Atemtherapie und Atemarbeit werden spezifisch auf die Problemlage und den inneren Entwicklungsstand des Hilfesuchenden angepasst. Auch andere psychotherapeutische Methoden werden mit der Atemerfahrung verknüpft.
- Transformational Breath nach Judith Kravitz: Die Technik nutzt eine tiefe Einatmung bis in das tiefe Abdomen mit einem entspannten Ausatmen ohne Pausen zwischen Ein- und Ausatmung (volle verbundene Atmung). Das Verfahren integriert andere Behandlungsmethoden wie das Verwenden spezieller Affirmationen und die Atemanalyse. Hauptmerkmale des Transformational Breath sind das intensive Coaching und Betreuen sowie das 'Bodymapping', das Triggern spezieller Akupressurpunkte, um das Lösen emotionaler Blockaden zu forcieren.
- Intuitives Atmen nach Karl Scherer: Eine Atemmethode mit stark meditativem Charakter, die die Elemente der biografisch geprägten Psyche und des Körpers mit spirituellen und transpersonalen Bereichen verbinden soll.
- Pranayama gehört als Bestandteil des Yoga zu den ältesten Atemtherapien. Die Ursprünge gehen bis auf die Upanishaden zurück.
- Qigong: Das Qigong (qi = Atem, gong = Fertigkeiten erwerben) basiert auf der traditionellen chinesischen Medizin. Ziel ist die Harmonisierung von Atem, Geist und Körper.
- Terlusollogie (auch Atemtypenlehre genannt): Atem- und Körperübungen für zwei unterschiedliche Atemtypen.
- Vokalatmung: Die Vokalatmung oder das Vokalsingen stammt aus indischen Yogaübungen und wurde im Westen weiterentwickelt, um einen natürlichen Bezug zu Atem, Körper und Bewusstsein herzustellen. Es wird in der Psychotherapie verwendet und wird daneben zur Stimmbildung genutzt, da die Stimme „geklärt“ und gekräftigt wird.
- Zen: In der zentralen Übung des Zen, dem Zazen, wird eine bestimmte Art zu Atmen in Verbindung mit einem bestimmten Geisteszustand als Weg zur Erleuchtung gesehen.